# Doble subasta

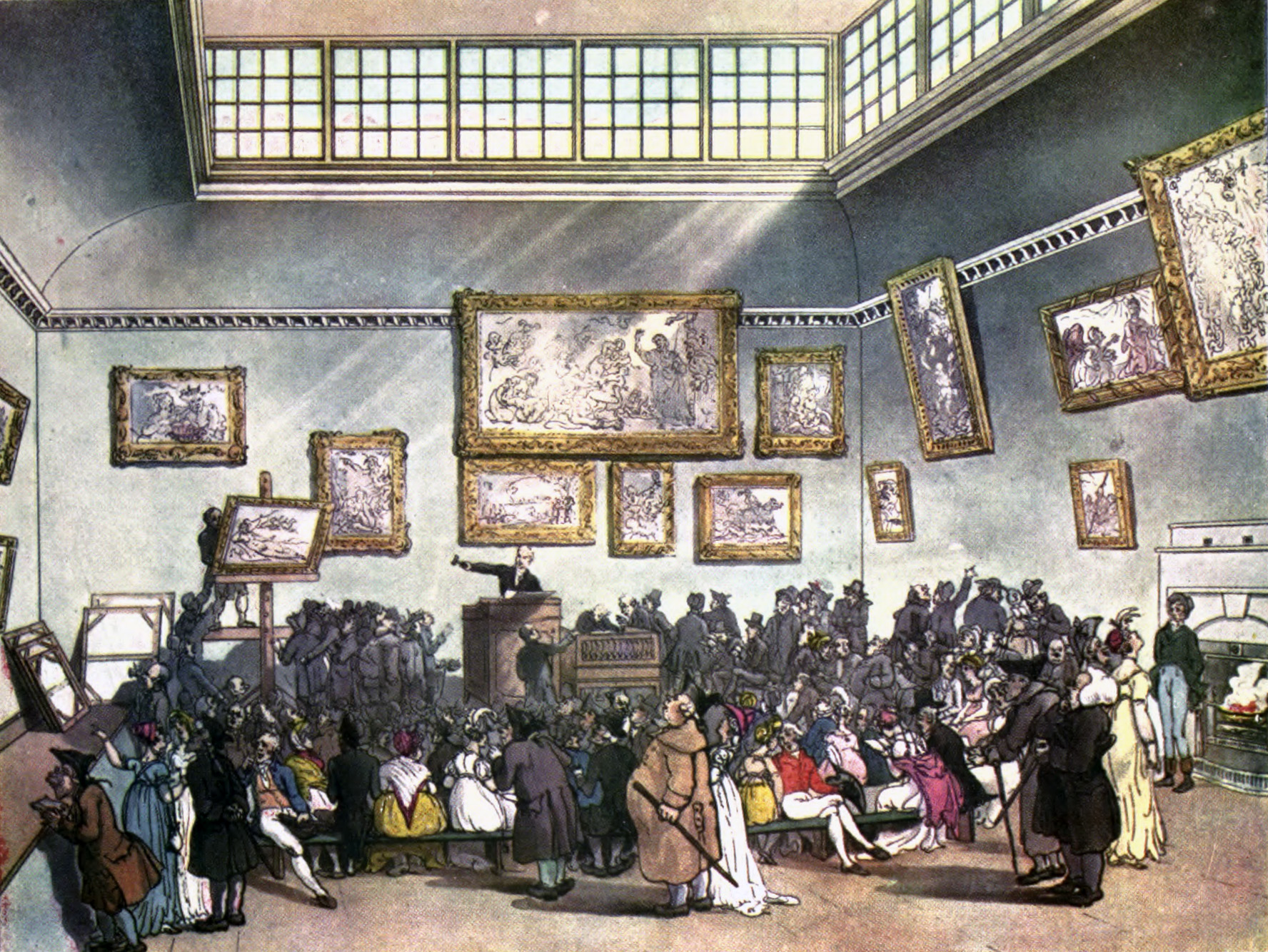
Christie’s Auction Room de Rudolph Ackermann es un grabado al aguatinta que muestra una casa de subastas del Londres de principios del.

Una doble subasta es un proceso de compra y venta de bienes cuando los compradores potenciales y los posibles vendedores presenten simultáneamente  sus ofertas, su demanda, los precios de una casa de subastas, y luego un subastador elige algún precio p que equilibra el mercado: todos los vendedores que solicitaron menos de p venden y todos los compradores que pujaron más de p compran a este precio p. Además de su interés directo, las subastas dobles son una reminiscencia del Tanteo walrasiano y se han utilizado como una herramienta para estudiar la determinación de los precios en los mercados ordinarios.

## Enfoque de la teoría de juegos a las subastas dobles
Un doble subasta puede ser analizada como un juego. Los jugadores son los compradores y vendedores. Tienen algunas valoraciones de un bien que se negocia en una subasta. Sus estrategias son las ofertas para los compradores y pedir precios para los vendedores (que dependen de las valoraciones de los compradores y vendedores). Los sobornos dependen del precio de la transacción y de la valoración de un jugador.

### Estrategias de equilibrio de subasta doble sencilla
Considere la posibilidad de una doble subasta con un solo comprador y un solo vendedor. Supongamos que la valoración de un comprador es v, y la valoración de un vendedor es c (por ejemplo, el costo de producción del producto). Y v, c {\displaystyle \in [0,1]}. La oferta presentada de un vendedor es {\displaystyle b_{1}}, y la subasta del comprador es {\displaystyle b_{2}}. {\displaystyle b_{1},b_{2}\in [0,1].} Sea {\displaystyle v>c}. 
Supongamos que un subastador establece el precio:
{\displaystyle p={\frac {(b_{1}+b_{2})}{2}}} si  {\displaystyle b_{1}} ≤ {\displaystyle b_{2}}. Y si {\displaystyle b_{1}>b_{2}} el comercio no se produce. 
El excedente del consumidor es entonces:
{\displaystyle u_{1}=v-p} if {\displaystyle b_{1}} ≤ {\displaystyle b_{2}} y 0 si {\displaystyle b_{1}>b_{2}}
El excedente del productor es
{\displaystyle {u_{2}}=p-c} si {\displaystyle b_{1}} ≤ {\displaystyle b_{2}} y 0 si {\displaystyle b_{1}>b_{2}}
En un caso de información completa (información simétrica) cuando las valuaciones son de conocimiento común se puede demostrar que la continuidad de la estrategia pura existen equilibrios de Nash eficientes con {\displaystyle b_{1}=b_{2}=p\in [c,v].}
En un caso de información incompleta (información asimétrica) un comprador y un vendedor sólo conocen sus propias valoraciones. Supongamos que estas valoraciones se distribuyen de manera uniforme en el mismo intervalo. A continuación, se puede demostrar que dicho juego tiene un equilibrio bayesiano de Nash con estrategias lineales. Es que hay un equilibrio en las ofertas de ambos jugadores son algunas de las funciones lineales de sus valoraciones. También es el equilibrio que trae las ganancias esperadas más altas para los jugadores que cualquier otro equilibrio bayesiano de Nash.